# Six pack (Unione europea)
Il six pack è un insieme di cinque regolamenti comunitari (regolamento n. 1177/2011 dell'8 novembre 2011, n. 1173/2011, n. 1174/2011, n. 1175/2011 e n. 1176/2011 del 16 novembre 2011) e una direttiva (n. 2011/85/UE dell'8 novembre 2011), che ha modificato le regole di applicazione del Patto di stabilità e crescita.
Con queste norme è stato introdotto il ciclo annuale di coordinamento delle politiche economiche e di bilancio noto come semestre europeo, che comprende anche un sistema di sorveglianza dei dati macroeconomici di ciascun paese: se la Commissione europea ritiene che ci siano degli squilibri può chiedere allo Stato di adottare misure di politica economica dirette alla loro eliminazione. 
Nell'ambito di tale pacchetto, la direttiva n. 2011/85/UE ha inoltre specificamente fissato regole minime comuni per i quadri di bilancio nazionali, finalizzate a renderli più trasparenti, confrontabili e il più possibile completi e veritieri, con un medesimo orizzonte temporale pluriennale (minimo tre anni). 